# Lepidodexia asiliformis
Lepidodexia asiliformis är en tvåvingeart som först beskrevs av Townsend 1927.  Lepidodexia asiliformis ingår i släktet Lepidodexia och familjen köttflugor.
Artens utbredningsområde är Paraguay. Inga underarter finns listade i Catalogue of Life.